# Sainte-Orse
Sainte-Orse là một xã, nằm ở tỉnh Dordogne vùng Aquitaine của Pháp. Xã này có diện tích 23,54 km², dân số năm 2005 là 359 người. Xã nằm ở khu vực có độ cao trung bình 231 m trên mực nước biển.

## Hành chính
| Danh sách các xã trưởng |             |                |                  |         |
| Giai đoạn               | Giai đoạn   | Tên            | Đảng             | Tư cách |
| 1978                    | 2001        | Guy Mespoulède | -                | -       |
| tháng 3 năm 2001        | đương nhiệm | Camille Géraud | không chính thức | hưu trí |

## Thông tin nhân khẩu
| Năm    | 1962 | 1968 | 1975 | 1982 | 1990 | 1999 | 2005 |
| ------ | ---- | ---- | ---- | ---- | ---- | ---- | ---- |
| Dân số | 527  | 486  | 460  | 404  | 372  | 358  | 359  |